# Campeonato Mundial de Atletismo Júnior de 2014 - 200 m masculino
A prova dos 200 metros rasos masculino do Campeonato Mundial de Atletismo Júnior de 2014 ocorreu entre os dias 24 e 25 de julho, em Eugene, nos Estados Unidos. 

## Recordes
Antes desta competição, os recordes mundiais e do campeonato nesta prova eram os seguintes:
|     | Nome        | Nacionalidade | Tempo | Local      | Data                |
| --- | ----------- | ------------- | ----- | ---------- | ------------------- |
| WJR | Usain Bolt  | Jamaica       | 19.93 | Devonshire | 11 de abril de 2004 |
| CR  | Andrew Howe | Itália        | 20.28 | Grosseto   | 16 de julho de 2004 |

## Medalhistas
| Ouro                   | Prata                              | Bronze               |
| Trentavis Friday (USA) | Ejowvokoghene Divine Oduduru (NGR) | Michael O'Hara (JAM) |

## Cronograma
Todos os horários são locais (UTC-7).
| Data        | Hora  | Evento        |
| ----------- | ----- | ------------- |
| 24 de julho | 10:45 | Eliminatórias |
| 24 de julho | 18:40 | Semifinal     |
| 24 de julho | 20:10 | Final         |

## Resultados

### Eliminatórias
Qualificação: Os 2 primeiros de cada bateria (Q) e os 6 tempos mais rápidos (q). 
Bateria 1
| Posição | Atleta                       | Nacionalidade | Raia | Tempo de reação | Tempo | Notas           |
| ------- | ---------------------------- | ------------- | ---- | --------------- | ----- | --------------- |
| 1       | Yuki Koike                   | Japão         | 6    | 0.181           | 21.10 | Q               |
| 2       | Baboloki Thebe               | Botswana      | 8    | 0.206           | 21.37 | Q               |
| 3       | Ousman Touray                | Noruega       | 5    | 0.126           | 21.49 |                 |
| 4       | Marcus Lawler                | Irlanda       | 4    | 0.177           | 21.58 |                 |
| 5       | Mobolade Ajomale             | Canadá        | 1    | 0.146           | 21.60 |                 |
| 6       | Julius Rivera                | Porto Rico    | 2    | 0.154           | 21.80 |                 |
| 7       | Ricardo Pereira              | Portugal      | 3    | 0.198           | 21.88 |                 |
| 8       | Muhammad Asad ur Rehman Khan | Paquistão     | 7    | 0.187           | 22.55 | Recorde pessoal |

Bateria 2
| Posição | Atleta            | Nacionalidade | Raia | Tempo de reação | Tempo | Notas |
| ------- | ----------------- | ------------- | ---- | --------------- | ----- | ----- |
| 1       | Zharnel Hughes    | Anguila       | 6    | 0.233           | 20.87 | Q     |
| 2       | Masaharu Mori     | Japão         | 3    | 0.160           | 21.16 | Q     |
| 3       | Jakub Matúš       | Eslováquia    | 8    | 0.182           | 21.36 | q,    |
| 4       | Chris Stone       | Reino Unido   | 5    | 0.207           | 21.47 |       |
| 5       | Levi Roche Mandji | Itália        | 2    | 0.146           | 21.63 |       |
| 6       | Huang Shu-Wei     | Taipé Chinesa | 7    | 0.164           | 21.73 |       |
| 7       | Roberto Luévano   | México        | 4    | 0.165           | 21.83 |       |

Bateria 3
| Posição | Atleta                 | Nacionalidade  | Raia | Tempo de reação | Tempo | Notas |
| ------- | ---------------------- | -------------- | ---- | --------------- | ----- | ----- |
| 1       | Trentavis Friday       | Estados Unidos | 5    | 0.173           | 20.60 | Q     |
| 2       | Morten Dalgaard Madsen | Dinamarca      | 8    | 0.183           | 21.21 | Q,    |
| 3       | Iván Moreno            | México         | 3    | 0.164           | 21.33 | q,    |
| 4       | Gabriel Constantino    | Brasil         | 2    | 0.185           | 21.37 |       |
| 5       | Ian Kerr               | Bahamas        | 7    | 0.223           | 21.45 |       |
| 6       | Eckhardt Rossouw       | África do Sul  | 4    | 0.194           | 21.61 |       |
| 7       | Geoffrey Kiprotich     | Quênia         | 6    | 0.176           | 21.65 |       |

Bateria 4
| Posição | Atleta                    | Nacionalidade                  | Raia | Tempo de reação | Tempo | Notas |
| ------- | ------------------------- | ------------------------------ | ---- | --------------- | ----- | ----- |
| 1       | Steven Gardiner           | Bahamas                        | 4    | 0.170           | 21.10 | Q     |
| 2       | Andre Azonwanna           | Canadá                         | 3    | 0.180           | 21.25 | Q     |
| 3       | Kolbeinn Höður Gunnarsson | Islândia                       | 5    | 0.172           | 21.44 |       |
| 4       | Yaniel Carrero            | Cuba                           | 6    | 0.162           | 21.49 |       |
| 5       | Samuli Samuelsson         | Finlândia                      | 2    | 0.156           | 21.53 |       |
| 6       | Arturo Deliser            | Panamá                         | 7    | 0.168           | 22.11 |       |
| 7       | Amanuel Abebe             | Etiópia                        | 1    | 0.136           | 22.19 |       |
| 8       | Rosel Lusanga Kafwa       | República Democrática do Congo | 8    |                 | DNS   |       |

Bateria 5
| Posição | Atleta                      | Nacionalidade | Raia | Tempo de reação | Tempo | Notas    |
| ------- | --------------------------- | ------------- | ---- | --------------- | ----- | -------- |
| 1       | Reynier Mena                | Cuba          | 5    | 0.168           | 21.24 | Q        |
| 2       | Michael Songore             | Zimbabwe      | 1    | 0.169           | 21.68 | Q        |
| 3       | Jon Seeliger                | África do Sul | 3    | 0.141           | 21.70 |          |
| 4       | Zak Irwin                   | Irlanda       | 6    | 0.180           | 21.78 |          |
| 5       | Silvan Wicki                | Suíça         | 2    | 0.157           | 21.86 |          |
| 6       | Ali Rashid Salim Al-Marjabi | Omã           | 8    | 0.193           | 22.28 |          |
| 7       | George Molisingi            | Vanuatu       | 4    | 0.164           | DQ    | 163.3(a) |
| 8       | Tega Odele                  | Nigéria       | 7    |                 | DNS   |          |

Nota:

IAAF Regra 163.3(a) – Violação da pista
Bateria 6
| Posição | Atleta                | Nacionalidade        | Raia | Tempo de reação | Tempo | Notas                |
| ------- | --------------------- | -------------------- | ---- | --------------- | ----- | -------------------- |
| 1       | Jonathan Farinha      | Trinidad e Tobago    | 7    | 0.197           | 21.11 | Q                    |
| 2       | Vítor Hugo dos Santos | Brasil               | 5    | 0.210           | 21.33 | Q                    |
| 3       | Fatih Aktas           | Turquia              | 6    | 0.229           | 21.36 |                      |
| 4       | James Kermond         | Austrália            | 4    | 0.196           | 21.43 |                      |
| 5       | Paisios Dimitriadis   | Chipre               | 8    | 0.210           | 21.47 | Recorde pessoal      |
| 6       | Juander Santos        | República Dominicana | 1    | 0.203           | 21.62 |                      |
| 7       | Park Chan-Yang        | Coreia do Sul        | 3    | 0.216           | 21.76 |                      |
| 8       | Ismael Tjiramba       | Namíbia              | 2    | 0.181           | 22.20 | Recorde da temporada |

Bateria 7
| Posição | Atleta                       | Nacionalidade        | Raia | Tempo de reação | Tempo | Notas |
| ------- | ---------------------------- | -------------------- | ---- | --------------- | ----- | ----- |
| 1       | Michael O'Hara               | Jamaica              | 3    | 0.181           | 20.62 | Q     |
| 2       | Ejowvokoghene Divine Oduduru | Nigéria              | 8    | 0.178           | 20.89 | Q     |
| 3       | Miguel Francis               | Antígua e Barbuda    | 4    | 0.186           | 21.24 | q     |
| 4       | Luka Janežič                 | Eslovênia            | 7    | 0.185           | 21.35 | q,    |
| 5       | Bálint Móricz                | Hungria              | 5    | 0.276           | 21.41 |       |
| 6       | Stanley del Carmen           | República Dominicana | 2    | 0.152           | 21.44 |       |
| 7       | Ryan Bedford                 | Austrália            | 6    | 0.168           | 21.55 |       |

Bateria 8
| Posição | Atleta                           | Nacionalidade            | Raia | Tempo de reação | Tempo | Notas           |
| ------- | -------------------------------- | ------------------------ | ---- | --------------- | ----- | --------------- |
| 1       | Emmanuel Dasor                   | Gana                     | 7    | 0.201           | 20.75 | Q,              |
| 2       | Jacopo Spanò                     | Itália                   | 8    | 0.183           | 21.04 | Q,              |
| 3       | Kendal Williams                  | Estados Unidos           | 4    | 0.189           | 21.16 | q               |
| 4       | Brian Kasinda                    | Zâmbia                   | 5    | 0.195           | 21.58 |                 |
| 5       | Jóhann Björn Sigurbjörnsson      | Islândia                 | 6    | 0.159           | 21.59 |                 |
| 6       | Himasha Eashan Waththakankanamge | Sri Lanka                | 1    | 0.167           | 21.88 |                 |
| 7       | Reuberth Boyde                   | São Vicente e Granadinas | 2    | 0.191           | 22.09 |                 |
| 8       | Wesly Chery                      | Turcas e Caicos          | 3    | 0.167           | 22.29 | Recorde pessoal |

Bateria 9
| Posição | Atleta           | Nacionalidade | Raia | Tempo de reação | Tempo | Notas |
| ------- | ---------------- | ------------- | ---- | --------------- | ----- | ----- |
| 1       | Thomas Somers    | Reino Unido   | 5    | 0.203           | 20.60 | Q,    |
| 2       | Jevaughn Minzie  | Jamaica       | 2    | 0.158           | 20.84 | Q     |
| 3       | Karabo Mothibi   | Botswana      | 6    | 0.181           | 21.33 | q,    |
| 4       | Liang Jinsheng   | China         | 3    | 0.188           | 21.39 |       |
| 5       | Jonathan Quarcoo | Noruega       | 8    | 0.173           | 21.50 |       |
| 6       | Aykut Ay         | Turquia       | 7    | 0.224           | 21.57 |       |
| 7       | Kyle Webb        | Bermudas      | 4    | 0.182           | 21.76 |       |

### Semifinal
Qualificação: Os 2 primeiros de cada bateria (Q) e os 2 tempos mais rápidos (q). 
Semifinal 1
| Posição | Atleta           | Nacionalidade     | Raia | Tempo de reação | Tempo | Notas |
| ------- | ---------------- | ----------------- | ---- | --------------- | ----- | ----- |
| 1       | Thomas Somers    | Reino Unido       | 6    | 0.188           | 20.37 | Q,    |
| 2       | Zharnel Hughes   | Anguila           | 3    | 0.159           | 20.38 | Q     |
| 3       | Masaharu Mori    | Japão             | 8    | 0.170           | 20.71 | q,    |
| 4       | Jonathan Farinha | Trindade e Tobago | 5    | 0.188           | 20.74 | q     |
| 5       | Jevaughn Minzie  | Jamaica           | 4    | 0.194           | 20.77 |       |
| 6       | Kendal Williams  | Estados Unidos    | 1    | 0.212           | 21.10 |       |
| 7       | Baboloki Thebe   | Botswana          | 7    | 0.207           | 21.28 |       |
| 8       | Luka Janežič     | Eslovénia         | 2    | 0.168           | 21.41 |       |

Semifinal 2
| Posição | Atleta                       | Nacionalidade | Raia | Tempo de reação | Tempo | Notas           |
| ------- | ---------------------------- | ------------- | ---- | --------------- | ----- | --------------- |
| 1       | Michael O'Hara               | Jamaica       | 4    | 0.248           | 20.45 | Q,              |
| 2       | Ejowvokoghene Divine Oduduru | Nigéria       | 5    | 0.191           | 20.66 | Q,              |
| 3       | Emmanuel Dasor               | Gana          | 6    | 0.192           | 20.75 | Recorde pessoal |
| 4       | Reynier Mena                 | Cuba          | 3    | 0.145           | 20.81 |                 |
| 5       | Andre Azonwanna              | Canadá        | 8    | 0.188           | 20.90 | PB              |
| 6       | Iván Moreno                  | México        | 1    | 0.170           | 21.37 |                 |
| 7       | Karabo Mothibi               | Botswana      | 2    | 0.159           | 21.54 |                 |
| 8       | Vítor Hugo dos Santos        | Brasil        | 7    | 0.181           | DQ    | 163.3(a)        |

Nota:

IAAF Regra 163.3(a) – Violação da pista
Semifinal 3
| Posição | Atleta                 | Nacionalidade     | Raia | Tempo de reação | Tempo | Notas           |
| ------- | ---------------------- | ----------------- | ---- | --------------- | ----- | --------------- |
| 1       | Trentavis Friday       | Estados Unidos    | 3    | 0.179           | 20.35 | Q               |
| 2       | Yuki Koike             | Japão             | 4    | 0.177           | 20.66 | Q               |
| 3       | Steven Gardiner        | Bahamas           | 5    | 0.166           | 20.89 |                 |
| 4       | Jacopo Spanò           | Itália            | 6    | 0.194           | 20.98 | Recorde pessoal |
| 5       | Morten Dalgaard Madsen | Dinamarca         | 8    | 0.163           | 21.06 | NJR             |
| 6       | Miguel Francis         | Antígua e Barbuda | 1    | 0.229           | 21.29 |                 |
| 7       | Jakub Matúš            | Eslováquia        | 2    | 0.153           | 21.33 | Recorde pessoal |
| 8       | Michael Songore        | Zimbabwe          | 7    |                 | DNS   |                 |

### Final
A prova final foi realizada no dia 25 de julho às 20:10.  
| Posição           | Colete | Atleta                       | Nacionalidade     | Tempo | Notas | Reação |
| ----------------- | ------ | ---------------------------- | ----------------- | ----- | ----- | ------ |
| Medalha de ouro   | 1533   | Trentavis Friday             | Estados Unidos    | 20.04 |       | 0.174  |
| Medalha de prata  | 1115   | Ejowvokoghene Divine Oduduru | Nigéria           | 20.25 |       | 0.177  |
| Medalha de bronze | 889    | Michael O’Hara               | Jamaica           | 20.31 |       | 0.164  |
| 4                 | 926    | Yuki Koike                   | Japão             | 20.34 |       | 0.203  |
| 5                 | 101    | Zharnel Hughes               | Anguila           | 20.73 |       | 0.132  |
| 6                 | 927    | Masaharu Mori                | Japão             | 20.84 |       | 0.152  |
| 7                 | 649    | Thomas Somers                | Reino Unido       | 20.92 |       | 0.208  |
| 8                 | 1438   | Jonathan Farinha             | Trinidad e Tobago | 21.09 |       | 0.144  |

Legenda
| Recorde mundial       | Recorde mundial (World record)               |                       | Recorde africano                      | Recorde africano (African) |                                           | Q | Classificado por posição (Qualified) |
| Recorde do campeonato | Recorde do campeonato (Championship record)  | Recorde da América    | Recorde da América (Americas)         | q                          | Classificado por melhor tempo (Qualified) |   |                                      |
| Melhor marca do ano   | Melhor marca do ano (World leading)          | Recorde asiático      | Recorde asiático (Asian)              | DNS                        | Não largou (Did not start)                |   |                                      |
| Recorde nacional      | Recorde nacional (National record)           | Recorde europeu       | Recorde europeu (European)            | DNF                        | Não terminou (Did not finish)             |   |                                      |
| Recorde pessoal       | Recorde pessoal do atleta (Personal best)    | Recorde da Oceania    | Recorde da Oceania (Oceania)          | DSQ / DQ                   | Desclassificado (Disqualified)            |   |                                      |
| Recorde da temporada  | Recorde da temporada do atleta (Season best) | Recorde sul-americano | Recorde sul-americano (South America) | NM                         | Sem marca (No mark)                       |   |                                      |